# Los más sueltos Part.2: The Mixtape
Los más sueltos Part.2: The Mixtape es el segundo Mixtape Del Dúo Jowell & Randy que recopila temas de "Casa de Leones (álbum) & Los Más Sueltos Del Reggaeton, cuenta con la colaboración de artistas de la talla de: J King & Maximan, De La Ghetto, Enrique Iglesias, Daddy Yankee, entre otros.

## Canciones
1. Intro / Guayeteo
2. Un Poko Loka (Feat. De La Ghetto)
3. Advertios Están
4. Agresivo II (Feat. De la Ghetto & Daddy Yankee)
5. Discoteca (Feat. Guelo Star, J King & Maximan)
6. Primero Báilalo
7. Hola Bebé (Feat. Héctor El Father)
8. Te Ando Buscando
9. Fuera Del Planeta - Randy (Feat. Eloy)
10. Trambo (Feat. Guelo Star, J King & Maximan)
11. Perversa (Feat. Trebol Clan)
12. No Juegues Más
13. A Veces Pienso (Feat. Guelo Star, J King & Maximan)
14. Ese Mahon - Jowell (Feat. De La Ghetto)
15. Impacto [Official Remix] - (Feat. Daddy Yankee, Guelo Star, J King & Maximan)
16. Un hijo en la disco [Official Remix] - (Feat. Guelo Star, J King & Maximan)
17. Cuarto Nivel (Feat. Zion)
18. Ponle (Feat. Yaga & Mackie)
19. Solo
20. No Me Celes
21. Es Amor
22. Suicidio - Randy
23. ¿Dónde Están Corazón? [Official Remix] - Randy (Feat. Enrique Iglesias)
24. Quitarte To - Randy (Feat. Tego Calderón)
25. Pónmela (Feat. Julio Voltio)
26. Utopía [Official Remix] - Randy (Feat. Belinda)
27. Inalcanzable [Official Remix] - (Feat. RBD & De La Ghetto)
28. Let's Do It

## Videos
1. Intro / Guayeteo
2. Hola Bebe
3. Fuera Del Planeta
4. Ese Mahon
5. Ponmela
6. Lets Do It

- Datos: Q5981023